# Richland megye (Ohio)
Richland megye az Amerikai Egyesült Államokban, azon belül Ohio államban található. Megyeszékhelye és legnagyobb városa Mansfield. Lakosainak száma 124 936 fő (2020. április 1.). Richland megye Ashland, Knox, Morrow, Crawford és Huron megyékkel határos.

## Népesség
A megye népességének változása:
| Lakosok száma | 124 175 | 123 096 | 122 585 | 121 773 | 121 707 | 124 936 |
|               | 2010    | 2011    | 2012    | 2013    | 2015    | 2020    |